# ناو هواپیمابر کلاس کوزنتسوف
ناو هواپیمابر کلاس کوزنتسوف، با نام پروژه ۱۱۴۳٫۵ شوروی، کلاسی از ناو هواپیمابر هواگردهای ثابت‌بال است که توسط نیروی دریایی روسیه و چین استفاده می‌شود. کشتی‌های کلاس کوزنتسوف که در اصل برای نیروی دریایی شوروی طراحی شده‌اند، از پرش اسکی برای پرتاب هواپیماهای معمولی با عملکرد بالا در پیکربندی STOBAR استفاده می‌کنند. این طرح، نشان‌دهندهٔ یک پیشرفت بزرگ در حمل و نقل ناوگان هوایی اتحاد جماهیر شوروی نسبت به ناوهای حامل کلاس کی‌یف بود که فقط می‌توانستند هواپیماهای VSTOL را پرتاب کنند. طبقه‌بندی اتحاد جماهیر شوروی برای این کلاس، به‌عنوان یک رزم‌ناو سنگین هواپیمابر بود که به این کلاس از کشتی‌ها اجازه عبور از تنگه‌های ترکیه را بدون نقض پیمان مونترو می‌داد، اما انواع تولیدشدهٔ چینی به‌عنوان ناوهای هواپیمابر طبقه‌بندی می‌شوند.
به‌دلیل انحلال اتحاد جماهیر شوروی در سال ۱۹۹۱، سه کشتی کلاس کوزنتسوف در یک دورهٔ ساخت طولانی به‌مدت تقریباً چهار دهه ساخته شدند. دو کشتی ابتدا در کارخانه کشتی‌سازی نیکولایف جنوبی در جمهوری شوروی سوسیالیستی اوکراین ساخته شدند و پس از آن، نخستین کشتی از ناوهای هواپیمابر سنگین هسته‌ای کلاس اولیانوفسک ساخته شد. زمانی که اتحاد جماهیر شوروی در سال ۱۹۹۱ منحل شد، تنها نمونهٔ اولیه، کشتی آدمیرال کوزنتسوف، راه‌اندازی شده بود و اکنون این کشتی در نیروی دریایی روسیه خدمت می‌کند. ساخت کشتی خواهر آن، موسوم به واریاگ تا سال ۱۹۹۸ رها شد. اوکراین پس از استقلال از شوروی، کشتی ناتمام را برای استفاده به‌عنوان یک هتل یا کازینوی شناور، به همراه مجموعهٔ کاملی از نقشه‌ها به چین فروخت. واریاگ در نهایت در سال ۲۰۱۲ به‌عنوان نخستین ناو هواپیمابر چین، با نام لیائونینگ یا تایپ ۰۰۱ تکمیل و راه‌اندازی شد. چین متعاقباً سومین کشتی کلاس کوزنتسوف را با طرحی تغییریافته و موسوم به شاندونگ یا تایپ ۰۰۲ را در سال ۲۰۱۹ راه‌اندازی کرد.

## نقش
کشتی‌های کلاس کوزنتسوف توسط سازندگان شوروی به عنوان یک رزم‌ناو سنگین حامل هواپیما، برای پشتیبانی و دفاع از زیردریایی‌های حامل موشک‌های استراتژیک، کشتی‌های سطحی، و هواپیماهای حامل موشک دریایی طراحی شده بود. هواگردهای ثابت‌بال در کوزنتسوف، برای عملیات برتری هوایی برای محافظت از یک گروه ضربت در حال عملیات، در نظر گرفته شده‌اند. این کلاس ناو همچنین بالگردهای متعددی را برای عملیات‌های جنگ ضدزیردریایی (ASW) و عملیات امداد و نجات (SAR) حمل می‌کند.

### عبور از تنگه‌های ترکیه
سیستم دریانوردی روسیه، کشتی کلاس کوزنتسوف خود را به‌عنوان یک رزم‌ناو سنگین حامل هواپیما طبقه‌بندی می‌کند، زیرا به موشک‌های کروز ضدکشتی دوربرد مجهز شده بود. طبق کنوانسیون ۱۹۳۶ مونترو، ناوهای هواپیمابر سنگین‌تر از ۱۵٬۰۰۰ تُن، نمی‌توانند از تنگه‌های ترکیه عبور کنند. از آن‌جایی که کوزنتسوف سنگین‌تر از حد مجاز گذر از آن تنگه‌ها بود، اگر به‌عنوان یک ناو هواپیمابر طبقه‌بندی می‌شد، در دریای سیاه محدود می‌شد. با این‌حال، هیچ محدودیت تناژی برای تردد سایر کشتی پایگاه‌ها از دریای سیاه و تنگه‌های ترکیه وجود ندارد. ترکیه به ناو آدمیرال کوزنتسوف، اجازهٔ عبور از تنگه‌ها را داده است و هیچ‌یک از امضاکنندگان کنوانسیون مونترو نیز با نام‌گذاری آن به‌عنوان یک رزم‌ناو حامل هواپیما مخالفت نکرده است.
نیروی دریایی چین، کشتی تایپ ۰۰۱ خود را ناو هواپیمابر می‌داند. ناو هواپیمابر چینی لیائونینگ به سلاح‌های دفاع هوایی مجهز است، اما به موشک‌های ضدکشتی یا ضدزیردریایی که روی ناو آدمیرال کوزنتسوف نصب هستند مجهز نیست. نمونهٔ چینی در عوض، دارای گنجایش بیشتر برای حمل و جابه‌جایی هواگردهاست.

## طرح

### بدنه و عرشهٔ پروازی
طراحی بدنهٔ کشتی‌های کلاس کوزنتسوف، از طراحی کلاس کیف مربوط به سال ۱۹۸۲ گرفته شده است اما کوزنتسوف، از نظر طول و اندازهٔ کلی، بزرگ‌تر از کلاس کیف است. کشتی‌های کلاس کیف فقط یک عرشه پروازی زاویه‌دار داشتند، با تسلیحات سطحی روی عرشه، کلاس کوزنتسوف نخستین ناو هواپیمابر شوروی است که با یک عرشه پروازی طول کامل، طراحی شده است. ۱۲ موشک کروز ضدکشتی این کشتی، در پرتاب‌گرهای زیر عرشهٔ پروازی، درست پشت محل پرش اسکی قرار دارند.
مساحت عرشهٔ پرواز این ناو، ۱۴٬۷۰۰ متر مربع (۱۵۸٬۰۰۰ فوت مربع) است و دو بالابر ویژه، هواپیماها را بین عرشهٔ آشیانه و عرشهٔ پرواز حرکت می‌دهند.

### هواگردها
در مشخصات پروژه اصلی، این کشتی‌ها باید بتوانند تا ۳۳ هواگرد ثابت‌بال و ۱۲ بالگرد را حمل کنند. هواپیماهای اصلی حمل‌شونده، جنگنده‌های سوخو-۳۳ و انواع دریایی سوخو-۲۷ فلانکر هستند. بالگردهای مؤثر نیروی دریایی روسیه، شامل کاموف-۲۷ و انواع بعدی آن، ناوگان بالگردی کوزنتسوف را تشکیل می‌دهند و قابلیت‌های اقدامات ضدزیردریایی، گشت دریایی و ترابری دریایی را ارائه می‌دهند. علاوه بر این، بالگرد تهاجمی کاموف-۵۲، نوع نیروی دریایی کاموف-۵۰ را نیز می‌توان در این ناو، مستقر کرد.
کشتی‌های کلاس کوزنتسوف دوازده پرتاب‌گر برای موشک‌های سطح‌به‌سطح ضدکشتی P-700 Granit را حمل می‌کنند که جنگ‌افزارهای اصلی ناوهای کلاس کیروف را نیز تشکیل می‌دهند. پرتاب‌گرهای موشک، به‌صورت ۱۲ پرتاب‌گر عمودی در زیر عرشهٔ جلوی کشتی، درست پیش از محل پرش شیب‌دار اسکی نگهداری می‌شوند. دریچه‌های سطح عرشهٔ این پرتابگرها باز می‌شوند تا موشک‌ها شلیک شوند، اما هنگام باز شدن، از برخاست همزمان هواپیماها جلوگیری می‌کنند. تسلیحات سنگین سطحی، کوزنتسوف را از ناوهای هواپیمابر کشورهای دیگر که تنها تسلیحات دفاعی حمل می‌کنند و برای قدرت ضربتی و تهاجمی، به هواپیماهای خود متکی هستند، متمایز می‌کند.
برای دفاع هوایی دوربرد، کوزنتسوف ۲۴ پرتاب‌گر عمودی برای موشک‌های سطح‌به‌هوا سامانه موشکی تور با ۱۹۲ موشک حمل می‌کند. برای دفاع هوایی برد نزدیک، این کشتی دارای هشت سامانه دفاع نزدیک دریایی کاشتان (CIWS) است. هر پایه دارای دو پرتاب‌گر تونگوسکا و توپ‌های دوار ۳۰ میلی‌متری است. این ناو همچنین شش ای‌ک-۶۳۰ را حمل می‌کند. به‌منظور دفاع در برابر حمله‌ها از زیر آب، این ناو حامل راکت‌انداز UDAV-1 ASW است.
بر پایهٔ گزارش‌ها، نیروی دریایی روسیه در اواخر دههٔ ۲۰۰۰، لوله‌های مربوط به موشک‌ها را برداشته تا فضایی برای یک آشیانهٔ بزرگ‌تر ایجاد کند، اما هرگز مشخص نشد که این لوله‌ها واقعاً برداشته شده‌اند یا خیر.

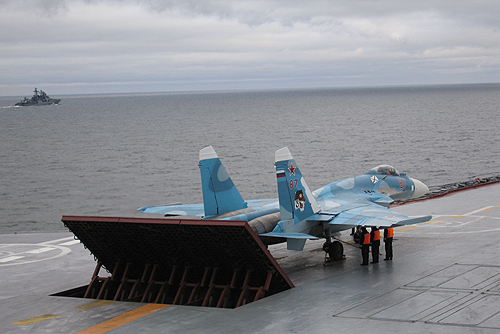
یک سوخو-۳۳ در عرشه ی ناو آدمیرال کوزنتسوف

### پیشرانه و عملکرد
ناوهای کلاس کوزنتسوف دارای موتوری گازسوز هستند. دیگ‌ها و چهار توربین بخار که هر کدام ۵۰٬۰۰۰ اسب بخار (۳۷ مگاوات) تولید می‌کنند، چهار شفت را با پروانه‌های گام ثابت حرکت می‌دهند. حداکثر سرعت این ناوها، ۲۹ گره (۵۴ کیلومتر بر ساعت؛ ۳۳ مایل بر ساعت) و برد آن با حداکثر سرعت، ۳٬۸۰۰ مایل دریایی (۷٬۰۰۰ کیلومتر؛ ۴٬۴۰۰ مایل) است. در سرعت ۱۸ گره (۳۳ کیلومتر بر ساعت؛ ۲۱ مایل بر ساعت)، حداکثر برد ۸٬۵۰۰ مایل دریایی (۱۵٬۷۰۰ کیلومتر؛ ۹٬۸۰۰ مایل) است.

### قابلیت اطمینان
ناو آدمیرال کوزنتسوف، سال‌ها گرفتار مشکلات فنی بوده است. توربین‌های بخار و بویلرهای توربوی این کشتی به قدری غیرقابل اعتماد گزارش شده‌اند که کشتی حامل هر زمان که عملیاتی را آغاز می‌کند، به‌دلیل احتمال خراب شدن، با یک یدک‌کش بزرگ اقیانوس‌پیما همراهی می‌شود. همچنین نقص‌هایی در سیستم لوله‌کشی آب وجود دارد که باعث یخ زدن آن در زمستان می‌شود. در چنین شرایطی، برای جلوگیری از ترکیدن لوله‌ها، آب اکثر کابین‌ها و نیمی از توالت‌ها، قطع می‌شود.

### تغییرات طراحی تایپ ۰۰۱
کشتی‌های چینی تایپ ۰۰۱ به‌عنوان ناوهای هواپیمابر پیکربندی شده‌اند. پرتاب‌گرهای موشک کروز در آن‌ها هرگز نصب نشده‌اند. سامانه پدافند هوایی از موشک سطح‌به‌هوا FL-3000N و نوع 1130 CIWS تشکیل شده است.

### تغییرات طراحی تایپ ۰۰۲
چندین تغییر طراحی در ناو هواپیمابر چینی تایپ ۰۰۲ ایجاد شده است. طول، عرض و سرعت جابه‌جایی، اندکی افزایش یافته است. این ناو، یک رادار آرایه فازی سه‌بعدی را حمل می‌کند. این ناو، می‌تواند ۳۶ فروند جت جنگنده شنیانگ جی-۱۵ را به جای ۲۴ فروند قابل حمل توسط لیائونینگ، حمل کند.

## کشتی‌های ساخته شده
| نام                                                          | کلاس/تایپ | کاربر                          | علت نام‌گذاری    | سازنده                                     | Laid down     | راه اندازی شد | سفارش داده شد   | وضعیت        |
| ------------------------------------------------------------ | --------- | ------------------------------ | --------------- | ------------------------------------------ | ------------- | ------------- | --------------- | ------------ |
| ناو هواپیمابر آدمیرال کوزنتسوف (ریگا، لئونید و بریژنیو سابق) | کوزنتسوف  | نیروی دریایی روسیه             | نیکولای کوزنزوف | بلک سی                                     | ۱ آوریل ۱۹۸۲  | ۶ دسامبر ۱۹۸۵ | ۲۵ دسامبر ۱۹۹۰  | در حال ارتقا |
| ناو هواپیمابر لیائونینگ (ریگا و واریگای پیشین)               | تایپ ۰۰۱  | نیروی دریایی ارتش آزادی‌بخش خلق | استان لیائونینگ | بلک سی; شرکت کشتی‌سازی صنعتی دالیان (تکمیل) | ۶ دسامبر ۱۹۸۵ | ۴ دسامبر ۱۹۸۸ | ۲۵ سپتامبر ۲۰۱۲ | فعال         |
| ناو هواپیمابر شاندونگ                                        | تایپ ۰۰۲  | نیروی دریایی ارتش آزادی‌بخش خلق | استان شاندونگ   | شرکت کشتی‌سازی صنعتی دالیان                 | مارس ۲۰۱۵     | ۲۶ آوریل ۲۰۱۷ | ۱۷ دسامبر ۲۰۱۹  | فعال         |

### آدمیرال کوزنتسوف

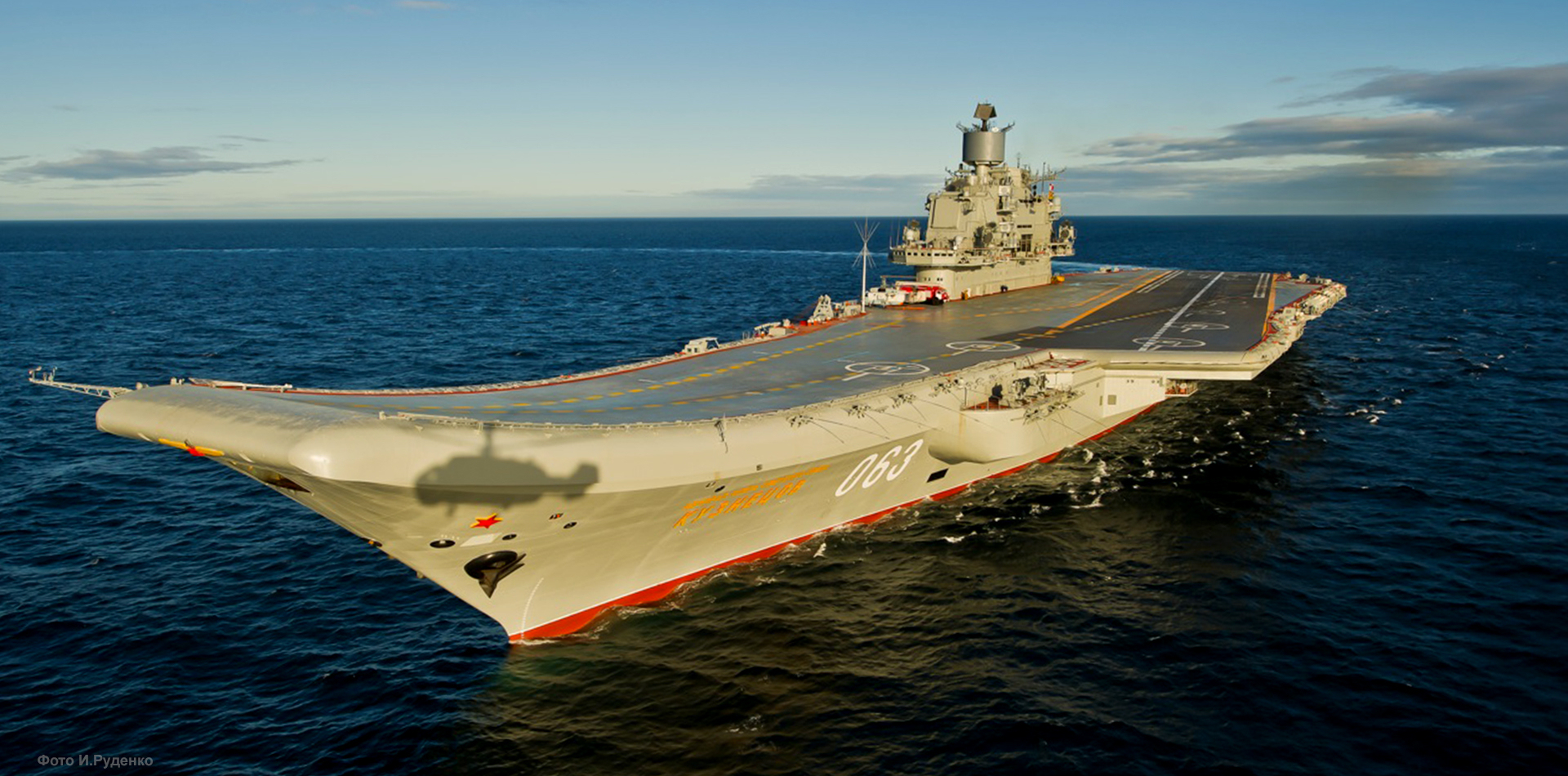
آدمیرال کوزنتسوف، در سال ۲۰۱۲ شروع به کار کرد. سایهٔ یک بالگرد کاموف-۲۷ روی ناو قابل مشاهده است.

کوزنتسوف توسط دفتر طراحی نوا در سن پترزبورگ طراحی و در کارخانه کشتی‌سازی نیکولایف جنوبی (کارخانه کشتی‌سازی چرنومورسکویه) در جمهوری شوروی سوسیالیستی اوکراین ساخته شد. طراحی و ساخت آن در ۱۹۸۵ آغاز و در سال ۱۹۹۵ به‌طور کامل عملیاتی شد. این کشتی در گذشته با نام‌های ریگا، لئونید برژنف، و تفلیس نام‌گذاری شد و سرانجام به نام دریاسالار شوروی نیکولای کوزنتسوف نامگذاری شد.
در طول زمستان ۱۹۹۵–۱۹۹۶، دریاسالار کوزنتسوف به مناسبت سیصدمین سالگرد نیروی دریایی روسیه به دریای مدیترانه اعزام شد. در اواخر سال ۲۰۰۰، آدمیرال کوزنتسوف برای عملیات بازیابی و نجات زیردریایی کورسک به دریا رفت. در اواخر سال ۲۰۰۷ و اوایل سال ۲۰۰۸، کوزنتسوف دوباره به دریای مدیترانه اعزام شد. کوزنتسوف در اواخر سال ۲۰۱۶ و اوایل سال ۲۰۱۷ برای حمایت از عملیات روسیه در سوریه به دریای مدیترانه اعزام شد.
اگرچه مشکلات فنی و مالی، محدودیت‌هایی برای این ناو ایجاد کرده، اما انتظار می‌رود کوزنتسوف تقریباً تا سال ۲۰۲۵ در خدمت، باقی بماند.

### لیائونینگ

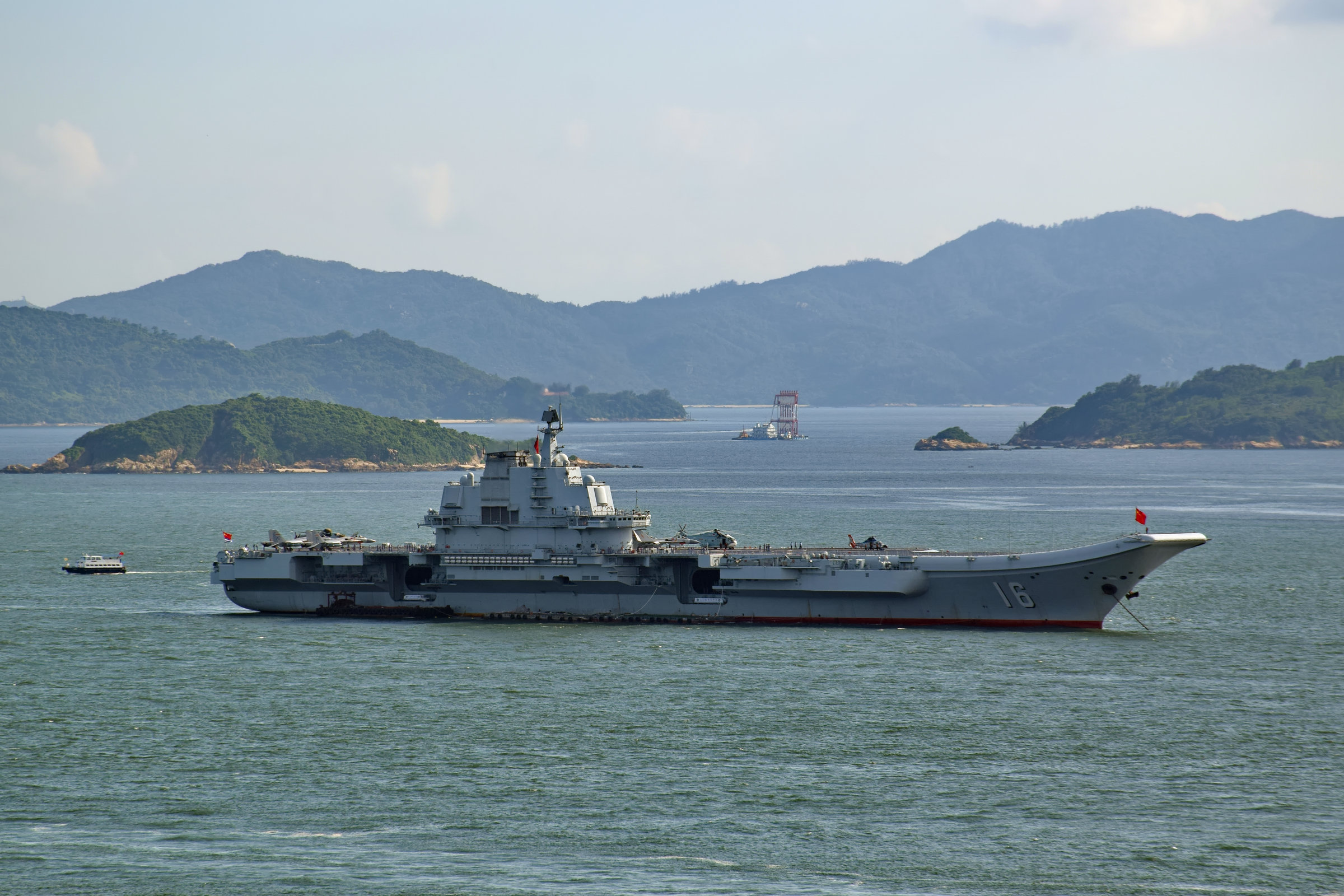
لیائونینگ در هنگ کنگ در سال ۲۰۱۷

دومین عضو کلاس کوزنتسوف ابتدا با نام ریگا و سپس واریاگ شناخته می‌شد و تولید آن توسط کارخانه کشتی‌سازی نیکولایف جنوبی در سال ۱۹۸۵ آغاز شد. زمانی که اتحاد جماهیر شوروی در سال ۱۹۹۱ منحل شد، واریاگ هنوز راه‌اندازی نشده بود و این کشتی در معرض تخریب قرار گرفت. در سال ۱۹۹۸، بدنهٔ ناتمام آن، توسط اوکراین به یک آژانس مسافرتی چینی برای استفادهٔ تفریحی به‌عنوان هتل و کازینوی شناور فروخته شد. لیائونینگ، پس از یک سفر پُرحادثه با یدک‌کش، در فوریهٔ ۲۰۰۲ به چین رسید و در شرکت کشتی‌سازی صنعتی دالیان پهلو گرفت. این کشتی در دالیان، به‌عنوان نخستین ناو هواپیمابر چین تعمیر اساسی و تکمیل شد.
در سپتامبر ۲۰۱۲، این کشتی در نیروی دریایی چین با نام لیائونینگ، عملیاتی شد. این کشتی به نام استان لیائونینگ که کارخانه کشتی‌سازی در آن قرار دارد نام‌گذاری شد و کُد آن، تایپ ۰۰۱ و بندر اصلی آن چینگ‌دائو است.

### شاندونگ

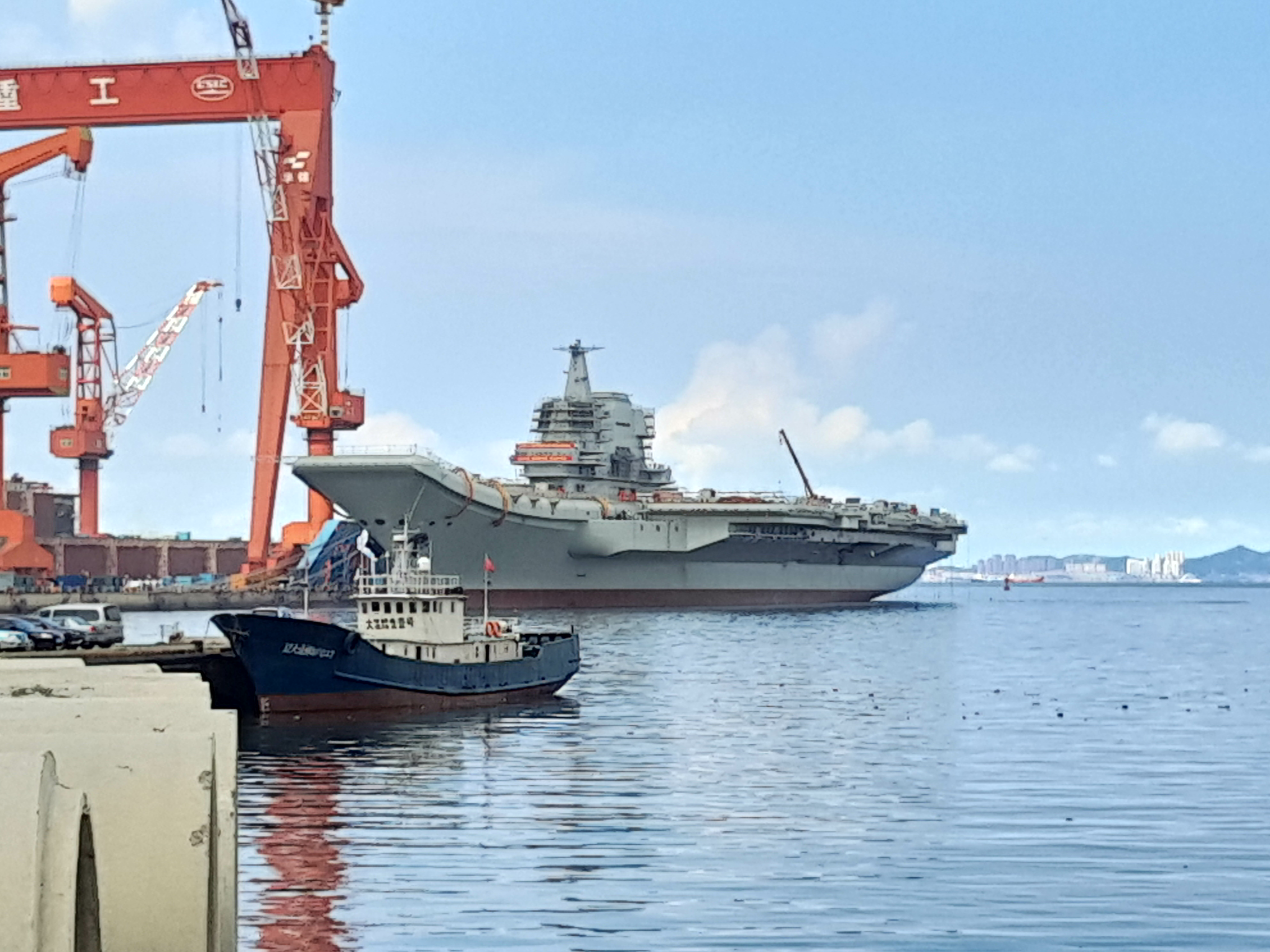
شاندونگ پس از راه‌اندازی

دومین ناو هواپیمابر چین، بر اساس طراحی اصلاح‌شده در چین ساخته شد که با نام تایپ ۰۰۲ شناخته می‌شود. ساخت این کشتی در سال ۲۰۱۳ در شرکت کشتی‌سازی صنعتی دالیان آغاز و در ۲۶ آوریل ۲۰۱۷، به آب انداخته شد. آزمایش‌های دریایی در ۱۳ مه ۲۰۱۸ آغاز شد و این ناو، با عنوان شاندونگ در ۱۷ دسامبر ۲۰۱۹ وارد خدمت و عملیاتی شد.